# Герасим Пигас
Герасим (на гръцки: Γεράσιμος) е гръцки духовник, митрополит на Цариградската патриаршия.

## Биография
Роден е около 1828 година на Хиос със светското име Пигас (Πηγάς). Завършва Халкинската семинария в 1862 година. Служи като дякон и ефимерий в храма „Свети Пантелеймон Кускундзикиу“ в Халкидон. След това служи като протосингел в Димотишката и Одринската митрополия.
На 6 март 1875 година е избран за митрополит на Карпатоската и Касоска епархия. На 8 март 1875 година в патриаршеската катедрала „Свети Георги“ в Цариград е ръкоположен за касоки митрополит. Ръкополагането е извършено от митрополит Софроний Критски в съслужение с митрополит Антим Маронийски и епископите Калиник Елейски и Кирил Мирски.
На 5 октомври 1885 година е избран за проедър на Поленинската и Вардарска епархия. На 7 декември 1887 година подава оставка.
Умира в Цариград на 26 септември 1888 година.